# 體循環

體循環示意圖

體循環（又稱為大循環）是心血管循環系統中，攜帶充氧血離開心臟，進入身體各部位進行氣體交換及運輸養分後，將缺氧血帶回心臟的部分。相對於體循環的另一種血液循環則稱為肺循環（又稱為小循環）。
其循環方式如下：
左心室→大動脈→小動脈→組織微血管→小靜脈→大靜脈→右心房
由左心室將從肺靜脈送回心臟充滿營養和氧氣的充氧血從大（主）動脈輸出至身體各部位組織的微血管進行養分的運輸以及氣體的交換。由大動脈漸分支出小動脈，再分支出為微血管。在微血管中，血液中的養分以及氧氣分子會送至組織細胞中，組織細胞中的二氧化碳分子以及廢物則會送至血液中。接下來再將完成交換及運輸的缺氧血經由上下大靜脈送回右心房，而繼續進行肺循環。